# Фальц-Фейн Володимир Едуардович
Володимир Едуардович Фальц-Фейн (Вольдемар Вільгельм Олександр Карл Бернхард Фальц-Фейн; 1 серпня 1877, Асканія-Нова, Херсонська губернія, Російська імперія — 18 червня 1946, Вадуц, Ліхтенштейн) — російський громадський діяч та політик, член ІІІ Державної думи від Таврійської губернії.

## Життєпис
Народився в сім'ї Едуарда Івановича та Софії Богданівни Фальц-Фейн. Хрещений 11 вересня 1877 року в церковній громаді Альт Шведендорф. Брат Фрідріха Едуардовича Фальц-Фейна.
Спадковий почесний громадянин, у 1914 році йому було надано спадкове дворянство. Землевласник Дніпровського повіту (9 890 десятин), володів маєтком Дорнбург.
Закінчив Рішельєвську гімназію в Одесі та юридичний факультет Новоросійського університету (1900).
Після закінчення університету оселився у маєтку Асканія Нова. З 1903 року обирався гласним Дніпровського повітового та Таврійського губернських земських зборів, почесним мировим суддею по Дніпровському повіту, членом повітової земської управи (1903—1906). Мав чин колезького реєстратора. Був членом: Дніпровського відділу Імператорського товариства розведення мисливських і промислових тварин і правильного полювання (з 1898), Імператорського товариства сільського господарства Південної Росії (з 1900), Чорноморського яхт-клубу (з 1901). Був членом «Союзу 17 жовтня».
У російсько-японську війну був на Далекому Сході як помічника головноуповноваженого загону Таврійського лазарета.
У 1907 році був обраний членом III Державної думи від Таврійської губернії. Входив до фракції октябристів. Був секретарем продовольчої комісії, товаришем секретаря комісії із запитів, а також членом комісій: з державної оборони, з рибальства.
Після жовтневого перевороту емігрував до Німеччини, потім до Ліхтенштейну. В еміграції написав книгу, присвячену своєму братові Фрідріху та заповіднику Асканія-Нова.
18 червня 1946 року покінчив життя самогубством.

## Сім'я
Дружина — полтавська селянка А. Буке. Дочка — Тамара. Усиновив свого племінника Едуарда Теодора (1912—1976), незаконнонародженого сина Фрідріха Фальц-Фейна.

## Нагороди
- Орден Святого Станіслава 3-го ступеня (за російсько-японську війну);
- Орден Святої Анни 3-го ступеня (за роботу в Міністерстві юстиції, 1913);
- Орден Святого Станіслава 2-го ступеня (5 квітня 1917 року).